# Братья Гавс
Братья Гавс (англ. Beagle Boys) — персонажи комиксов и мультфильмов вселенной Дональда Дака.

## История
Братья Гавс были придуманы художником-иллюстратором Карлом Барксом, который известен прежде всего как «отец» Скруджа Макдака. Впервые они появились в выпуске № 134 журнала Комиксы и истории Уолта Диснея в ноябре 1951 года. Тогда они были выведены как второстепенные персонажи и не имели выраженных характеров и отличий друг от друга. В марте 1952 года в комиксе Only a Poor Old Man братья впервые были выведены как одни из главных действующих лиц истории. В дальнейшем они периодически появлялись в комиксах в роли врагов Скруджа Макдака, мечтающих прибрать к своим рукам всё его богатство. Братья Гавс из злодеев Утиных истории появлялись чаще всего (не считая мамашу, которая появляется вдвое реже своих сыновей). Также они довольно часто помогают главному конкуренту Скруджа — то есть, Флинтхарту Гломгольду.
В мае 1987 года состоялся анимационный дебют братьев Гавс — мультфильм «Гуфи: Футболомания», а уже в сентябре того же года стартовал мультсериал «Утиные истории», в которых братья появлялись во многих эпизодах на протяжении всех трёх лет трансляции. В 2004 году трое из братьев стали персонажами полнометражного мультфильма «Три мушкетёра: Микки, Дональд и Гуфи», там они носят глухие чёрные плащи с капюшонами, хорошо владеют шпагами. В этом же образе в 2012 году они стали персонажами видеоигры Kingdom Hearts 3D: Dream Drop Distance. В мультсериале «Чёрный Плащ» братьев Гавс можно увидеть в эпизоде «Прогулки с Блантом» на острове среди собравшихся там преступников.

## Описание
По видовой принадлежности братья Гавс принадлежат к собакам, что обыграно как в оригинале (Beagle), так и в русском дубляже (Гавс). Обычно они предстают как банда из семи членов, но бывает им помогают и другие братья, так что всего их не менее четырнадцати. Все братья сильно различаются по росту, комплекции, характеру, сообразительности, умениям, навыкам и прочим характеристикам. Чаще всего одеты в тюремную униформу: синие штаны, красные куртки с тюремными номерами (вариации из цифр 1, 6 и 7), коричнево-зелёные кепки (в комиксах, где они появляются с 1951 года, у них синие кепки), такого же цвета ботинки; на лицах чёрные полумаски. Все их имена начинаются на букву «B».

### «Утиные истории»
В мультсериале фигурирует большое число братьев, основных из которых семеро:
| Русское имя                 | Оригинальное имя     | Тюремный номер          | Краткая характеристика | Озвучка         |
| --------------------------- | -------------------- | ----------------------- | --- | --------------- |
| Шеф                         | Bigtime Beagle       | 167-671                 | Является самым умным среди братьев, а посему обладает лидерскими качествами и, в отсутствие Мамаши Гавс, берёт на себя роль лидера банды. Является самым низким по росту и обычного телосложения. | Фрэнк Уэлкер    |
| Обжора                      | Burger Beagle        | 761—176, иногда 176—761 | Среднего роста, но при этом полного телосложения, о чём свидетельствует двойной подбородок. Не блещет особым умом, но при этом настолько прожорлив, что даже умудрился откусить уголок тюремного номера. Помешан на еде настолько, что если не примет пищу, то может закатить истерику. С помощью еды его легко заманить в ловушку, как было в сериях «Высший пилотаж», «Дело — труба» и «Приключения Уткоробота». Имеет наиболее добродушный вид из всех братьев. | Чак Макканн     |
| Неряха / Балбес             | Baggy Beagle         | 617—716                 | Среднего роста, обычного телосложения. Умом не блещет, постоянно ухмыляется, что придаёт ему глуповатый вид; ещё больше портит о себе впечатление тем, что впридачу ещё отличается неряшливостью и неаккуратностью: носит одежду, которая ему заведомо большемерит, а уголок тюремного номера постоянно подвёрнут. | Фрэнк Уэлкер    |
| Плясун / Битник             | Bugle (Bebop) Beagle | 671—761                 | Среднего роста, худого телосложения, самый худой из братьев. Является битником, любит творчество, в частности музыку, возможно, стиль бибоп. В отличие от остальных братьев носит кепку козырьком назад, на ногах — шлёпанцы, а поверх полумаски ещё и солнцезащитные очки впридачу. Не очень-то аккуратен, напоминает в этом отношении Неряху: куртку носит почти до земли. Также, подобно Неряхе, постоянно ухмыляется.                                          | Брайан Каммингс |
| Вышибала / Громила / Боксёр | Bouncer Beagle       | 716—167                 | Имеет рост выше среднего и достаточно крепкое телосложение. Не отличается особым умом, но при этом с удовольствием готов кому-нибудь врезать. Из-за частых драк потерял один из верхних зубов. По силе и габаритам его превосходит только Банкир. | Чак Макканан    |
| Банкир                      | Bankjob Beagle       | 671—167, иногда 614—167 | Высокого роста, крепкого атлетического телосложения. Имеет квадратную челюсть. Храбрый, зачастую до безрассудства. Достаточно умён, хотя и уступает в этом отношении Шефу. В связи с этим в его отсутствие, а также в отсутствие Мамаши Гавс берёт на себя роль лидера банды. По силе и габаритам превосходит любого из братьев. | Питер Каллен    |
| Малявка / Малыш             | Babyface Beagle      | 176—167                 | Как и Шеф, Малыш среди братьев самого низкого роста, но потолще Шефа. Самый младший из братьев, вступивший на преступную стезю: по сути, является малолетним преступником. Единственный из братьев, у которого нет щетины. Инфантилен, одевается, как стереотипный ребёнок: носит куртку с кружевными манжетами, а на голове — кепку с пропеллером. Также единственный, кто не носит перчатки.                                                                     | Брайан Каммингс |

Отдельно следует упомянуть Мамашу Гавс (англ. Ma Beagle), которая периодически появляется в мультсериале. Мамаша Гавс отличается от своих сыновей тем, что не носит тюремного номера (хотя её одежда обычно в тон сыновьям: красный верх, синий низ), её имя не начинается на букву B, она часто применяет тяжелое оружие (ручные гранаты, пулемёты и пр.). Она гораздо менее известная (менее «засвеченная») преступница, так как далеко не каждый житель Даксбурга знает, что она — мать бандитов Гавсов. В отличие от них, ей всегда удаётся избежать ареста. Как правило, она освобождает своих непутёвых детей из тюрьмы с помощью отправленной в качестве передачи заключённым домашней выпечки, в которой спрятан тот или иной инструмент для побега из тюрьмы — от напильника до гранатомёта, чтобы те могли совершить очередную попытку отобрать деньги Макдака. Озвучена Джун Форей.

### «Чёрный Плащ»
В 4-й серии 1 сезона «Чёрный Плащ» фигурирует один из братьев Гавс с тюремным номером 167—164.

## «Братья Гавс» в России
Мультсериал «Утиные истории» впервые был показан в СССР в 1991 году по Первой программе Центрального телевидения, а затем неоднократно повторялся на разных телеканалах, поэтому эти персонажи достаточно хорошо знакомы россиянам. Очевидно поэтому в России название «Братья Гавс» и их изображения используются различными лицами: например автосервисами, футболистами-любителями, музыкальными коллективами.